# آلمان در ۱۸۱۹

## متصدیان

### پادشاهی‌ها
- پادشاهی پروس
  - پادشاه - فردریک ویلیام سوم پروسی (۱۶ نوامبر ۱۷۹۷–۷ ژوئن 1840)[۱]
- پادشاهی بایرن
  - ماکسیمیلیان اول (۱ ژانویه ۱۸۰۶–۱۳ اکتبر ۱۸۲۵)
- پادشاهی زاکسن
  - فردریک آگوستوس اول (۲۰ دسامبر ۱۸۰۶–۵ مه ۱۸۲۷)
- پادشاهی هانوفر
  - جورج سوم (۲۵ اکتبر ۱۷۶۰–۲۹ ژانویه ۱۸۲۰)
- پادشاهی وورتمبرگ
  - ویلیام (۳۰ اکتبر ۱۸۱۶–۲۵ ژوئن ۱۸۶۴)

### شاهزاده‌های بزرگ
- دوک بزرگ بادن
  - لوئی اول (۸ دسامبر ۱۸۱۸–۳۰ مارس ۱۸۳۰)
- دوک بزرگ هسن
  - لوئی اول (۱۴ اوت ۱۸۰۶–۶ آوریل ۱۸۳۰)
- <b id="mwQA">دوک بزرگ مکلنبورگ-شوورین</b>
  - فردریک فرانسیس اول - (۲۴ آوریل ۱۷۸۵–۱ فوریه ۱۸۳۷)
- دوک بزرگ مکلنبورگ-استرلیتز
  - جورج (۶ نوامبر ۱۸۱۶–۶ سپتامبر ۱۸۶۰)
- دوک بزرگ اولدنبورگ
  - ویلهلم (۶ ژوئیه ۱۷۸۵–۲ ژوئیه ۱۸۲۳) به دلیل بیماری روانی، ویلهلم فقط از نظر نام دوک بود، پسر عمویش پیتر، شاهزاده-اسقف لوبک، در تمام دوران سلطنت خود به عنوان سلطنت کننده بود.[۲]
  - پیتر اول (۲ ژوئیه ۱۸۲۳–۲۱ مه ۱۸۲۹)
- <b id="mwXA">دوک بزرگ ساکس-ویمار-آیزناخ</b>
  - چارلز فردریک (۱۴ ژوئن ۱۸۲۸–۸ ژوئیه ۱۸۵۳)

### فرماندهان
- هامبورگ-لیپه
  - جورج ویلیام (۱۳ فوریه ۱۷۸۷–۱۸۶۰)
- شوارتسبورگ-رودولشتات
  - فردریش گونتر (۲۸ آوریل ۱۸۰۷–۲۸ ژوئن 1867)[۳]
- شوارتسبورگ-سوندرسهاوزن
  - گونتر فریدریش کارل اول (۱۴ اکتبر ۱۷۹۴–۱۹ اوت ۱۸۳۵)
- شاهنشاهی لیپه
  - لئوپولد دوم (۵ نوامبر ۱۸۰۲–۱ ژانویه ۱۸۵۱)
- شاهنشاهی روس-گریز
  - هاینریش نوزدهم (۲۹ ژانویه ۱۸۱۷–۳۱ اکتبر 1836)[۴]
- <b id="mwhw">والدک و پیرمونت</b>
  - جورج دوم (۹ سپتامبر ۱۸۱۳–۱۵ مه ۱۸۴۵)

### دوک نشینان
- <b id="mwjw">دوک آنهالت-دسائو</b>
  - لئوپولد چهارم (۹ اوت ۱۸۱۷–۲۲ مه ۱۸۷۱)
- دوک برانزویک
  - چارلز دوم (۱۶ ژوئن ۱۸۱۵–۹ سپتامبر 1830)[۵]
- دوک ساکس آلتنبورگ
  - دوک ساکس-هیلدبورگهاوزن (۱۷۸۰–۱۸۲۶) - فردریک
- دوک ساکس کوبورگ و گوتا
  - ارنست اول (۹ دسامبر ۱۸۰۶–۱۲ نوامبر ۱۸۲۶)
- دوک ساکس-ماینینگن
  - برنهارد دوم (۲۴ دسامبر ۱۸۰۳–۲۰ سپتامبر 1866)[۶]
- دوک شلسویگ-هولشتاین-سوندربرگ-بک
  - فردریک ویلیام (۲۵ مارس ۱۸۱۶–۶ ژوئیه ۱۸۲۵)

## وقایع
- ۲۳ مارس - در مانهایم، دوک بادن، دراماتورژی آلمانی، اوت فون کوتزبو توسط کارل لودویگ ساند ترور شد.
- ۱ ژوئیه - ستاره‌شناس آلمانی، یوهان گئورگ ترالس آنچه را که ستاره دنباله دار بزرگ ۱۸۱۹ نامیده می شودکشف کرد.
- ۲۰ سپتامبر - فرمانهای کارلسباد در سراسر کنفدراسیون آلمان صادر می‌شود.
- بدون تاریخ: زندگی و نظرات تامکت مور ، منتشر شده توسط ETA Hoffmann.
- بدون تاریخ: انتشار Das Marmorbild توسط جوزف فون ایچندورف.
- بدون تاریخ: جهان به عنوان اراده و نمایندگی توسط آرتور شوپنهاور.
- بدون تاریخ: دویچه گراماتیک توسط جیکوب گریم.

## زادروزها
- ۸ ژانویه - مری فرانسیس شرویر، مؤسس ژرمنی دو جماعت مذهبی خواهران مذهبی مرتبه سوم سنت فرانسیس، (درگذشت ۱۸۷۶).
- ۱۰ ژانویه - کارل هاینه، وکیل و کارآفرین آلمانی (درگذشت ۱۸۸۸).
- ۸ فوریه - کارل فردریش ویلهلم اردن، نویسنده و سیاستمدار آلمانی (درگذشت ۱۹۰۴).
- ۱۰ فوریه - آلبرت شوگلر، فیلسوف آلمانی و دین‌شناس پروتستان. (درگذشت ۱۸۵۷).
- ۱۱ فوریه - اوتلی اسیینگ، فمینیست آلمانی، آزاداندیش، و لغو قانون. (درگذشت ۱۸۸۴).
- ۱۷ فوریه - فیلیپ ژافه، مورخ و فیلسوف آلمانی (درگذشت ۱۸۷۰).
- ۱۷ فوریه - ماکس شنکنبورگ، نویسنده آلمانی (درگذشت ۱۸۴۹).
- ۲۰ فوریه - لودویگ سیمون، وکیل و سیاستمدار آلمانی (درگذشت ۱۸۷۲).
- ۲۲ فوریه - آدولف دوایی، سردبیر روزنامه‌نگار، روزنامه‌نگار و معلم روزنامه آلمانی. و سوسیالیست آلمانی-آمریکایی (درگذشت ۱۸۸۸)
- ۲۵ فوریه - پیتر فریدهوفن، کاتولیک رومی آلمان، مذهبی و بنیانگذار برادران رحمت ماری کمک مسیحیان (درگذشت ۱۸۶۰).
- ۱ مارس - هاینریش آدولف فون باردلبن، جراح آلمانی (درگذشت ۱۸۹۵).
- ۲۴ مارس - فردریش تئودور فون فرریش، آسیب‌شناس آلمانی (درگذشت ۱۸۸۹)
- ۲۶ مارس - لوئیز اتو پیترز، فعال جنبش حقوق زنان آلمان (درگذشت ۱۸۹۵).
- ۳۱ مارس - Chlodwig، شاهزاده Hohenlohe-Schillingsfürst، صدراعظم آلمان (درگذشت ۱۹۰۱).
- ۱۱ آوریل - چارلز هاله، پیانیست آلمانی، رهبر ارکستر (درگذشت ۱۸۹۵).
- ۲۴ آوریل - کلاوس گروت، شاعر آلمانی (درگذشت ۱۸۹۹).
- ۲ مه - گوستاو بکر، ساعت‌ساز آلمانی (درگذشت ۱۸۸۵).
- ۷ مه - اتو ویلهلم فون استروو، ستاره‌شناس آلمانی-بالتیکی (درگذشت ۱۹۰۵).
- ۲۷ مه - جورج پنجم از هانوفر، پادشاه آلمانی پادشاهی هانوفر (درگذشت ۱۸۷۸).
- ۱۷ ژوئن - آلبرت دالک، نویسنده آلمانی (درگذشت ۱۸۸۴).
- ۲۰ ژوئن - ژاک اوفنباخ، آهنگساز آلمانی (درگذشت ۱۸۸۰).
- ۲۲ ژوئن - اوت وهلر، مهندس راه‌آهن آلمان (درگذشت ۱۹۱۴).
- ۳ ژوئیه - تئودور گوی، آهنگساز آلمانی (درگذشت ۱۸۹۸).
- ۶ ژوئیه - ارنست ویلهلم فون بروکا، پزشک و فیزیولوژیست آلمانی (درگذشت ۱۸۹۲).
- ۱۶ ژوئیه - زیگفرید هاینریش آرونولد، ریاضیدان آلمانی (درگذشت ۱۸۸۴).
- ۲۰ ژوئیه - هاینریش برنهارد اوپنهایم، روزنامه‌نگار و فیلسوف آلمانی (درگذشت ۱۸۸۰).
- ۱۲ اوت - یوهان گئورگ لودویگ هسکیل، نویسنده آلمانی (درگذشت ۱۸۷۴).
- ۲۲ اوت - یوهان نپوموک بریشار، مورخ کلیسای کاتولیک رومی آلمان (درگذشت ۱۸۹۷).
- ۲۶ اوت - شاهزاده آلبرت، شاهزاده همسر ملکه ویکتوریا (درگذشت ۱۸۶۱).
- ۱۳ سپتامبر - کلارا شومان، آهنگساز آلمانی، پیانیست (درگذشت ۱۸۹۶).
- ۲۲ سپتامبر - ویلهلم واتنباخ، مورخ آلمانی (درگذشت ۱۸۹۷).
- ۱۶ اکتبر - آرنولد شفر، مورخ آلمانی (درگذشت ۱۸۸۳).
- ۱۷ اکتبر - فردریک ویلیام، دوک بزرگ مکلنبورگ-استرلیتز، حاکم آلمان (درگذشت ۱۹۰۴).
- ۲۵ اکتبر - کریستین اوت فردریش گارکه، گیاه‌شناس آلمانی (درگذشت ۱۹۰۴).
- ۱۲ نوامبر - دانیل سندرز، فرهنگ‌شناس آلمانی (درگذشت ۱۸۹۷).
- ۱۶ نوامبر - ویلهلم مار، روزنامه‌نگار آلمانی (درگذشت ۱۹۰۴).
- ۱ دسامبر - فیلیپ کرمانتس، اسقف کاتولیک آلمان (درگذشت ۱۸۹۹)..
- ۲۲ دسامبر - فرانتس آبت، آهنگساز و رهبر ارکستر آلمانی (درگذشت ۱۸۸۵).
- ۲۳ دسامبر - کارل سیگموند فرانتس کرده، متخصص زنان و زایمان آلمانی (درگذشت ۱۸۹۲).
- ۲۶ دسامبر - هرمان بلومناو، داروساز آلمانی (درگذشت ۱۸۹۹).
- ۳۰ دسامبر - تئودور فونتانه، نویسنده آلمانی (درگذشت ۱۸۹۸).

## فوتشدگان
- ۱۲ ژانویه - بندیکت ناوبرت، نویسنده آلمانی (متولد ۱۷۵۲)
- ۲۸ ژانویه - یوهان کارل وزل، شاعر آلمانی (متولد ۱۷۴۷)
- ۱۰ مارس - فردریش هاینریش ژاکوبی، فیلسوف آلمانی (متولد ۱۷۴۳)
- ۲۳ مارس - اوت فون کوتزبو، نمایشنامه نویس آلمانی (متولد ۱۷۶۱)
- ۳۰ ژوئن - ارنست لودویگ گربر، آهنگساز آلمانی (متولد ۱۷۴۶)
- ۲۰ ژوئیه - Xaver Hohenleiter، جنایتکار آلمانی (متولد ۱۷۸۸)
- ۲۹ ژوئیه - کارل فردریش گوتلوب وتزل، نویسنده آلمانی (متولد ۱۷۷۹)
- ۱۲ سپتامبر - گبهارد لبرخت فون بلوچر، ژنرال پروسی (متولد ۱۷۴۲)
- ۲۰ اکتبر - کارل ویلهلم فردیناند سلگر، فیلسوف آلمانی (متولد ۱۷۸۰)
- ۵ دسامبر - فردریش لئوپولد زو استولبرگ-استولبرگ، شاعر آلمانی (متولد ۱۷۵۰)